# Кепак, Зденек
Зденек Кепак (чеш. Zdeněk Kepák; 24 декабря 1937, Брно — 28 июля 2022) — чехословацкий хоккеист, центральный нападающий. 5-кратный чемпион Чехословакии, 3-кратный обладатель Кубка европейских чемпионов, 2-кратный серебряный призёр чемпионатов мира.

## Биография
Зденек Кепак начал игровую карьеру в 1955 году в команде «Спартак Кралово Поле». Известен по выступлениям за клуб «ЗКЛ Брно», в котором провёл 10 лет. За это время он стал 5-кратным чемпионом Чехословакии, 3-кратным серебряным и 2-кратным бронзовым призёром чехословацкой лиги, а также три раза выигрывал Кубок европейских чемпионов. Завершил карьеру в 1972 году, последний сезон играл за «ТЕ Готтвальдов».
С 1961 по 1965 год выступал за сборную Чехословакии. В составе сборной дважды становился серебряным призёром чемпионатов мира (в 1961 и 1965 годах).
После окончания игровой карьеры стал тренером. С 1972 по 1993 год тренировал клубы «Моравия Оломоуц», «ТЕ Готтвальдов», «Зетор Брно», «Годонин».

## Достижения
Серебряный призёр чемпионатов мира 1961 и 1965
 Чемпион Европы 1961
 Серебряный призёр чемпионата Европы 1965
 Трёхкратный обладатель кубка европейских чемпионов 1966—1968
 5-кратный чемпион Чехословакии 1962—1966
 3-кратный серебряный призёр чемпионатов Чехословакии 1968, 1969 и 1971
 2-кратный бронзовый призёр чемпионата Чехословакии 1967 и 1970

## Статистика
- Чемпионат Чехословакии — 464 игры, 321 очко (188 шайб + 133 передачи)
- Сборная Чехословакии — 25 игр, 6 шайб[4]
- Всего за карьеру — 489 игр, 194 шайбы